# Force India VJM06
La Force India VJM06 è un'automobile monoposto sportiva di Formula 1 costruita dalla Force India per partecipare al Campionato mondiale di Formula 1 2013.
È stata presentata il 1º febbraio 2013 presso il circuito di Silverstone, in Inghilterra.
La vettura è motorizzata Mercedes. La Force India affianca, al confermato Paul di Resta, il tedesco Adrian Sutil, che torna in Formula 1 dopo un anno di assenza, al posto di Nico Hülkenberg, passato alla Sauber. La scuderia indiana ha indicato James Rossiter quale pilota collaudatore. Nei primi test stagionali, sul Circuito di Jerez, la vettura è stata testata anche da Jules Bianchi.

## Livrea e sponsor
La livrea è la solita per la casa indiana: verde, bianco e arancione. Sulla fiancata spicca la scritta del top sponsor Sahara, da cui prende il nome la scuderia.

## Piloti
| Piloti ufficiali       | Piloti ufficiali | Piloti ufficiali |
| Nazione                | Nome             | Numero           |
| ---------------------- | ---------------- | ---------------- |
| Regno Unito (bandiera) | Paul di Resta    | 14               |
| Germania (bandiera)    | Adrian Sutil     | 15               |
| Collaudatori           |                  |                  |
| Nazione                | Nome             | Nome             |
| Regno Unito (bandiera) | James Rossiter   | James Rossiter   |
| Regno Unito (bandiera) | James Calado     | James Calado     |

## Stagione
A inizio stagione la vettura si rivelò piuttosto competitiva, permettendo a Di Resta e Sutil di conquistare stabilmente piazzamenti a punti. In particolare, il pilota scozzese giunse a punti in sette delle prime otto gare, con un quarto posto nel Gran Premio del Bahrein come miglior risultato, mentre il suo compagno di squadra, dopo un inizio di stagione altalenante, colse un quinto posto nel Gran Premio di Monaco. I buoni risultati nella prima parte di stagione permisero alla scuderia indiana di occupare il quinto posto nel campionato costruttori, davanti anche alla McLaren.
La competitività della vettura diminuì drasticamente quando la Pirelli, all'indomani delle forature multiple verificatesi nel Gran Premio di Gran Bretagna, decise di modificare la struttura degli pneumatici, tornando a soluzioni più simili a quelle del 2012. Nelle gare successive né Di Resta né Sutil furono più in grado di lottare con regolarità per le prime dieci posizioni, con il pilota scozzese che collezionò addirittura cinque ritiri consecutivi (pur venendo classificato in due occasioni). La mancanza di risultati costò alla scuderia il sorpasso della McLaren nel campionato costruttori.
Dopo diverse gare difficili, nel Gran Premio di casa e in quello di Abu Dhabi la scuderia piazzò entrambi i piloti a punti.

## Risultati F1
| Anno | Team        | Motore              | Gomme | Piloti   |   |     |     |    |    |   |    |   |    |     |     |     |    |     |    |    |    |     |    | Punti | Pos. |
| ---- | ----------- | ------------------- | ----- | -------- | - | --- | --- | -- | -- | - | -- | - | -- | --- | --- | --- | -- | --- | -- | -- | -- | --- | -- | ----- | ---- |
| 2013 | Force India | Mercedes FO-108Z V8 | P     | Di Resta | 8 | Rit | 8   | 4  | 7  | 9 | 7  | 9 | 11 | 18  | Rit | Rit | 20 | Rit | 11 | 8  | 6  | 15  | 11 | 77    | 6º   |
| 2013 | Force India | Mercedes FO-108Z V8 | P     | Sutil    | 7 | Rit | Rit | 13 | 13 | 5 | 10 | 7 | 13 | Rit | 9   | 16  | 10 | 20  | 14 | 9  | 10 | Rit | 13 | 77    | 6º   |
| 2013 | Force India | Mercedes FO-108Z V8 | P     | Calado   |   |     |     |    |    |   |    |   |    |     |     | SP  |    | SP  |    | SP | SP |     | SP | 77    | 6º   |

| Legenda | 1º posto     | 2º posto | 3º posto    | A punti         | Senza punti/Non class.  | Grassetto – Pole position Corsivo – Giro più veloce |
| Legenda | Squalificato | Ritirato | Non partito | Non qualificato | Solo prove/Terzo pilota | Grassetto – Pole position Corsivo – Giro più veloce |